# ويليام ألكسندر (جندي)
ويليام ألكسندر هو جندي كندي، ولد في 18 سبتمبر 1880 في لندن في المملكة المتحدة، وتوفي في 18 أكتوبر 1917 في هوداين في فرنسا بسبب إعدام رميا بالرصاص.